# Secret Society (альбом)
Secret Society (с англ. — «Секретное общество») — седьмой студийный альбом шведской рок-группы Europe. Он был выпущен 25 октября 2006 года компанией Sanctuary Records. «Мы считаем, что это один из самых сильных альбомов, которые когда-либо делала Europe», — сказал вокалист Джоуи Темпест.

## Список композиций
| №                   | Название                   | Длительность |
| ------------------- | -------------------------- | ------------ |
| 1.                  | «Secret Society»           | 3:37         |
| 2.                  | «Always the Pretenders»    | 3:55         |
| 3.                  | «The Getaway Plan»         | 3:53         |
| 4.                  | «Wish I Could Believe»     | 3:35         |
| 5.                  | «Let the Children Play»    | 4:12         |
| 6.                  | «Human After All»          | 4:14         |
| 7.                  | «Love Is Not the Enemy»    | 4:19         |
| 8.                  | «A Mother's Son»           | 4:49         |
| 9.                  | «Forever Travelling»       | 4:12         |
| 10.                 | «Brave and Beautiful Soul» | 3:48         |
| 11.                 | «Devil Sings the Blues»    | 5:24         |
| Общая длительность: | Общая длительность:        | 45:58        |

| №   | Название                                                                    | Длительность |
| --- | --------------------------------------------------------------------------- | ------------ |
| 12. | «Start from the Dark (live) — bonus track on Japanese edition (VICP-63631)» |              |

## Участники записи
- Джоуи Темпест — вокал;
- Джон Норум — гитары;
- Джон Левен — бас-гитара;
- Мик Микаэли — клавишные;
- Ян Хоглунд — ударные;
- Europe — продюсер
- Ли Бейкер — художественный руководитель